# Krnjača
Pour les articles homonymes, voir Krnjača (Palilula).
Krnjača (en serbe cyrillique : Крњача) est un village de Serbie situé dans la municipalité de Priboj, district de Zlatibor. Au recensement de 2011, il comptait 152 habitants.

## Démographie

### Évolution historique de la population
| 1948 | 1953 | 1961 | 1971 | 1981 | 1991 | 2002 | 2011 |
| ---- | ---- | ---- | ---- | ---- | ---- | ---- | ---- |
| 730  | 830  | 880  | 735  | 500  | 305  | 220  | 152  |

|  |